# Marian Radzaj
Marian Radzaj (ur. 6 marca 1948 w Kotowinie na Suwalszczyźnie) – polski działacz państwowy, prezydent miasta Żyrardowa (1988–1990).

## Życiorys
W 1973 ukończył studia matematyczne na Uniwersytecie Warszawskim, następnie pracował w Zakładach Przemysłu Lniarskiego w Żyrardowie (m.in. jako główny specjalista ds. ekonomicznych oraz zastępca dyrektora). Ukończył podyplomowe studia w Szkole Głównej Planowania i Statystyki. W 1988 pracował jako dyrektor-komisarz w żyrardowskim SKB oraz dyrektor "Prefabudu" w Skierniewicach. W 1988 uzyskał nominację na stanowisko prezydenta miasta Żyrardowa. Urząd pełnił do początku 1990.
Po 1990 roku pracował kolejno jako dyrektor ekonomiczny w Domira, Marco Sp. z o.o. (1990–1995), kierownik działu marketingu i analiz w Aster City Cable (1995–1996), kierownik projektu wdrożeniowego w Ster-Projekt SA (1996–1999), dyrektor działu Baan w TCH Systems SA (1999–2001) i jako Dyrektor Wydziału Inżynierii Produktowej w KIR.
Odznaczony Srebrnym Krzyżem Zasługi.